# E-Dura
E-Dura é uma neuroprótese, que encontra-se em fase experimental, aplicada ao longo da medula espinhal através de um implante, permitindo que o paciente possa recuperar os movimentos dos membros inferiores que tenham sido anulados por uma lesão permanente.
O dispositivo feito de silício, coberto com fios de ouro e eletrodos de platina, é capaz de conduzir sinais elétricos e medicamentos para os nervos, disparando seus impulsos. Sua constituição imita o dura-máter, tecido mole que fica ao redor da espinha, evitando desconforto do paciente e a rejeição do organismo.
O implante foi desenvolvido pelos pesquisadores da Escola Politécnica Federal de Lausana, na Suiça e divulgado publicamente no começo de 2015. Ele foi testado em casos de danos na medula de ratos paralisados e os cientistas esperam começar os testes clínicos em humanos nos próximos anos.